# خط طول 127° غرب
خط طول 127° غرب هو أحد خطوط الطول الجغرافية، والتي تمتد من القطب الشمالي الجغرافي إلى القطب الجنوبي الجغرافي، وحسب التحويل الزمني يتأخر خط طول 127° غرب عن خط غرينتش بـ8 ساعات و28 دقيقة.

## من القطب إلى القطب
ينطلق خط طول 127° غرب من القطب الشمالي نحو القطب الجنوبي مرورا بالمناطق التي ترد في الجدول التالي:
| الإحداثيات                           | البلد أو الإقليم أو البحر | ملاحظات |
| ------------------------------------ | ------------------------- | --- |
| 90°0′N 127°0′W / 90.000°N 127.000°W  | المحيط المتجمد الشمالي    | |
| 75°43′N 127°0′W / 75.717°N 127.000°W | بحر بيوفورت               | |
| 71°12′N 127°0′W / 71.200°N 127.000°W | خليج أموندسن              | |
| 70°6′N 127°0′W / 70.100°N 127.000°W  | كندا                      | الأقاليم الشمالية الغربية يوكون (إقليم) — من 61°4′N 127°0′W / 61.067°N 127.000°W كولومبيا البريطانية — من 60°0′N 127°0′W / 60.000°N 127.000°W |
| 50°50′N 127°0′W / 50.833°N 127.000°W | Queen Charlotte Strait    | |
| 50°40′N 127°0′W / 50.667°N 127.000°W | كندا                      | كولومبيا البريطانية — Malcolm Island و جزيرة فانكوفر                                                                                          |
| 49°51′N 127°0′W / 49.850°N 127.000°W | المحيط الهادئ             | |
| 60°0′S 127°0′W / 60.000°S 127.000°W  | المحيط الجنوبي            | |
| 73°41′S 127°0′W / 73.683°S 127.000°W | القارة القطبية الجنوبية   | المطالب الإقليمية بالقارة القطبية الجنوبية |